# Флаг Йемена
Государственный флаг Йемена был принят 22 мая 1990, в день объединения Северного Йемена и Южного Йемена. Красный, белый и чёрные цвета — классические панарабские, они также присутствуют на флагах таких стран, как Египет, Ирак, в прошлом ещё и во флаге Сирии до падения режима Асада в декабре 2024 года.

## История символики Йемена
До того, как Йемен стал единым, он был разделён на Северный Йемен и Южный Йемен. Северный использовал флаг Королевства Йемен с 1927 по 1962, затем он стал Йеменской Арабской Республикой и в своём флаге использовал панарабские цвета. Южный Йемен — Народная Демократическая Республика Йемен.

Йеменское Мутаваккилийское Королевство (1918—1923)
Йеменское Мутаваккилийское Королевство (1923—1927)
Йеменское Мутаваккилийское Королевство (1927—1962)
Колония Аден (1937—1963)
Федерация Южной Аравии (1959—1967)
Йеменская Арабская Республика (1962)
Йеменская Арабская Республика (1962—1990)
Народная Демократическая Республика Йемен (1967—1990)